# Sonic the Hedgehog's Gameworld
Sonic the Hedgehog's Gameworld (ソニック・ザ・ヘッジホッグ ゲームワールド?, Sonikku za Hejjihoggu Gēmuwārudo), talvolta semplicemente Sonic Gameworld, è un videogioco educativo per Sega Pico, sviluppato da Aspect e distribuito da Sega come parte della serie Sonic the Hedgehog. È stato pubblicato il 2 agosto 1994 in Giappone e il 19 novembre 1996 in Nord America mentre è inedito in Europa.
Il gioco consiste in una varietà di minigiochi presentati su ogni piano del parco divertimenti Gameworld, costruito dal Dr. Robotnik per ottenere gli Smeraldi del Caos, che gli torneranno utili al raggiungimento dei suoi obiettivi. Il giocatore può scegliere tra varie modalità di gioco, così come uno dei tre personaggi: Sonic, Tails e Amy Rose.
Sonic the Hedgehog's Gameworld è il primo capitolo della serie progettata per la console Sega Pico e si rivolge a un pubblico giovane. Il gioco è stato generalmente ben accolto dalla stampa. Sono stati apprezzati il gameplay e la grafica mentre sono state criticate negativamente la musica e i minigiochi.

## Modalità di gioco
Sonic the Hedgehog's Gameworld è un gioco educativo che consiste nello svolgimento di vari minigiochi. Secondo la trama presente nel manuale, il Dr. Robotnik ha costruito un parco divertimenti chiamato "Gameworld" e ha nascosto gli Smeraldi del Caos in ogni piano. Sonic the Hedgehog, Tails e Amy Rose devono completare tutti i minigiochi e trovare gli smeraldi.
All'inizio del gioco, bisogna selezionare il numero di giocatori (uno o due), la difficoltà (bassa o alta) e la modalità di gioco. Successivamente, il giocatore deve scegliere uno dei tre personaggi: Sonic, Tails o Amy. Una volta entrato all'interno del parco divertimenti, i giocatori hanno la facoltà di scegliere uno dei 17 minigiochi proposti. Nella modalità Storia, i punti vengono assegnati dopo ogni partita giocata. L'obiettivo del giocatore è accumulare più punti di Robotnik o del suo avversario. Ogni pagina della cartuccia Storyware rappresenta uno dei piani di Gameworld, ognuno dei quali contiene minigiochi individuali. Dopo aver completato i minigiochi, il giocatore può ascoltare alcune brevi frasi degli amici e degli animali visti in altri capitoli della serie.

## Sviluppo e pubblicazione
Sonic the Hedgehog's Gameworld è stato sviluppato da Aspect Co., che in precedenza aveva lavorato a tre giochi della serie per console portatili: Sonic the Hedgehog 2, Sonic Chaos e Sonic Drift. Inoltre, il compositore Kojiro Mikusa, che in precedenza aveva contribuito alla musica di Sonic Chaos, è tornato a lavorare anche all'accompagnamento musicale di Gameworld. Il gioco è stato il primo di una serie ad essere pubblicato per la console Sega Pico. Nonostante Sonic the Hedgehog's Gameworld sia stato pensato principalmente per un pubblico di bambini, vi sono anche molti minigiochi che non sono legati all'apprendimento. Inoltre, il titolo presenta il doppiaggio di tutti e quattro i personaggi principali, ovvero Sonic, Tails, Amy e Robotnik. L'uscita è avvenuta il 2 agosto 1994 in Giappone.
Il 19 novembre 1996, Sonic the Hedgehog's Gameworld è stato distribuito in Nord America. Questa versione ha subito drastici cambiamenti. I minigiochi relativi al gioco d'azzardo e ai casinò sono stati rimossi, mentre quelli restanti hanno subito alcune modifiche e il doppiaggio dei personaggi è stato ridoppiato in inglese. Un'altra modifica sostanziale della versione nordamericana è la rimozione totale della modalità Storia. Per compensare a queste carenze, è stata creata appositamente una quinta pagina Storyware, in cui i giocatori possono creare disegni utilizzando una varietà di matite e adesivi. Tutte queste differenze sono state apportate per pubblicare un prodotto adatto a un pubblico più giovane nei paesi americani. Di conseguenza, Sonic the Hedgehog's Gameworld ha ricevuto la valutazione della prima infanzia dall'Entertainment Software Rating Board.

## Accoglienza
AllGame ha dato a Sonic the Hedgehog's Gameworld un punteggio di 2,5 su 5 stelle.